# Karl Logan
Karl Logan es un guitarrista estadounidense de heavy metal, conocido por ser el exguitarrista principal del grupo de heavy metal Manowar en 1993, Previamente tocó en otros grupos pero de fama escasa, como Arc Angel o Fallen Angel. Su despido se realizó en el 2018 debido a asuntos legales por contenido ilegal pornográfico.

## Carrera artística
Tras la disolución del grupo Fallen Angel envió una demo al productor Tony Bongiovi, el cual quedó muy satisfecho con el resultado. Se unió a Manowar en 1993 de una manera bastante particular; Karl se encontraba conduciendo su motocicleta por las autopistas de New York a toda velocidad, cuando Joey Demaio se encontraba atascado debido a su auto, Karl casi atropella a Joey, y este se disculpa y propone ayudarlo con la reparación; luego de arreglado el auto, Joey le pregunta si es guitarrista, este le responde que si y hacen una audición, desde entonces Karl ha sido el único guitarrista del grupo hasta su expulsión en el 2018.

## Arresto
El 25 de octubre de 2018, se reveló que Logan fue arrestado el 9 de agosto en Charlotte, Carolina del Norte por presunta posesión de pornografía infantil y fue acusado de seis cargos de explotación en tercer grado de un menor. Su fianza se fijó en $ 35 000, que desde entonces había estado en libertad. La banda emitió una declaración poco después de decir que no actuaría con ellos en su última gira mundial.
Actualmente cumple una sentencia a 5 años y medio de prisión desde el 15 de julio de 2022 por poseer el material.

## Legado
La estancia en este grupo estadounidense le dio gran fama. Actualmente es considerado uno de los mejores guitarristas de shred. Su estilo es muy personal y eso lo hace diferente a la singularidad de guitarristas neoclásicos que abundan en la actualidad. Sin embargo, debido a su arresto su reputación ha sido destruida.